# 2021年の映画
2021年の映画（2021ねんのえいが）では、2021年（令和3年）の映画分野の出来事（動向）について記述する。
2020年の映画 - 2021年の映画 - 2022年の映画

## 出来事

### 世界
- 2月17日 - 中国映画『唐人街探偵（原題：唐人街探案）』シリーズ第3弾、日本の俳優妻夫木聡、長澤まさみらが出演した『唐人街探偵 東京MISSION（原題：唐人街探案3）』が春節の2月12日から中国で公開となり、3日間のオープニング興収は3億9800万ドル（約418億円）を記録。2019年公開の『アベンジャーズ/エンドゲーム』（全米オープニング興収3億5711万5007ドル（約375億円））を抜いて、単一マーケットにおける世界最大のオープニング興収を上げた。そして旧正月の大型連休（2月11日 - 17日）における同国内映画興行収入の総計が78億2200万元（約1282億円）を記録したことがわかった。この数字は、2019年の最高記録（59億500万元（約944億円））を大幅に更新した[1][2][3]。
- 2月28日 - 第78回ゴールデングローブ賞[4][5]
- 4月25日 - 第93回アカデミー賞[6][7]
- 10月21日 - アレック・ボールドウィン主演の西部劇映画Rustの撮影中に、ボールドウィンが撮影で小道具の銃を発射した際に、撮影監督のハリナ・ハッチンスと監督のジョエル・ソウザに弾が当たり、ハッチンスが死亡、ソウザも重傷を負った[8]。

### 日本
- 1月14日 - 東宝、東映、カラーの三者は、東京都を始めとする首都圏などに新型コロナウイルス感染拡大の影響により新型インフルエンザ等対策特別措置法に基づく緊急事態宣言が発令されたことを受け、1月23日に封切予定だった『シン・エヴァンゲリオン劇場版』（総監督・庵野秀明）の公開を「コロナの収束が先決である」として無期限延期すると映画公式サイトで発表。同作は元々昨年6月に封切り予定もコロナの影響により延期されていた[9]。その後2月26日、同映画を3月8日に公開すると発表した[10]。
- 1月16日 - 俳優・歌手の石原裕次郎（1987年没）が1963年に設立した映画・ドラマ制作プロダクション及び芸能事務所『石原プロモーション』が創業日であるこの日行われた解散式をもって58年の歴史に幕を閉じた[11][12]。
- 1月27日 - 日本映画製作者連盟が発表した2020年の映画興行収入はコロナの影響により前年比45.1%減の1432億円と記録の残る2000年以降最低。また収入100億円を超えたのは『劇場版 鬼滅の刃 無限列車編』（365億円）の1作品のみにとどまった[13]。
- 3月5日 - 第71回ベルリン国際映画祭で濱口竜介の「偶然と想像」がコンペティション部門の審査員大賞を受賞[14]。
- 3月10日 - 昨年11月18日に急性大動脈解離により死去した東映代表取締役グループ会長の岡田裕介（本名・岡田剛、享年71）のお別れの会が東京都内で行われ、5月に公開予定の映画『いのちの停車場』に主演する女優の吉永小百合や監督を務めた成島出ら2000名が出席した[15]。
- 3月13日 - 3月8日に公開されたばかりの『シン・エヴァンゲリオン劇場版』を盗撮し、違法にネット上に公開していた事案があったとして映画公式サイトが注意喚起した。当該行為は映画の盗撮の防止に関する法律及び著作権法違反となり処罰の対象となる。2018年7月には同様の事案により被疑者が書類送致されたことがある[16]。
- 3月16日 - 東京・新宿の映画館「新宿武蔵野館」のロビーに展示してあった1983年公開の『戦場のメリークリスマス』（大島渚監督）の日本国外向けに作成されたポスター1枚が前日の15日に盗まれる被害があったことを映画配給会社「アンプラグド」がFacebookにてこの日公表。また同社の被害届提出を受けた警視庁新宿署が窃盗容疑で捜査していたが[17]、その後同映画館に差出人不明の人物から段ボール製の封筒に折り畳まれた状態で返却されたと同社が発表した[18]。
- 3月19日 - 第44回日本アカデミー賞の授賞式が東京都内で行われ、作品賞に『ミッドナイトスワン』（内田英治監督）、主演男優賞に草彅剛、主演女優賞に長澤まさみがそれぞれ受賞した[19]。
- 3月26日 - 今夏に公開を予定していた『シン・ウルトラマン』（樋口真嗣監督）が、「新型コロナの影響により製作スケジュールに影響が出た」として公開を延期することを映画公式サイトで発表した[20]。
- 6月16日 - 東映は、昨年6月に就任した代表取締役社長の手塚治が病気療養のため、取締役相談役で前社長の多田憲之が6月29日付で代表取締役会長に就任する人事を発表。昨年11月に前会長の岡田裕介（岡田剛）が逝去して以来、会長職は空席になっていた[21][22]。
- 6月23日 - 映画の内容を10分程度にまとめた「ファスト映画」を無料の動画投稿サイトにアップしていたとして、宮城県警は著作権法違反の疑いで北海道札幌市の男ら3人を逮捕。同映画を巡っての摘発は日本で初めてとなる[23]。また7月7日には関東地方在住の2名が同法違反で仙台地方検察庁に送致された[24]。
- 7月7日 - 2013年公開の『麦子さんと』、2014年公開の『愛の渦』などを手掛けていた制作プロダクション「ステアウェイ」（2002年創業）が東京地方裁判所から破産手続き開始の決定を受け倒産[25]。
- 7月7日 - TOHOシネマズはこの日をもって割引サービスのレディスデーを廃止し、7月14日から性別等の区別をなくした「TOHOウェンズデー」を開始し他の大手シネコン各社も同様の対応を行った。[26]
- 7月17日 - 第74回カンヌ国際映画祭で、村上春樹原作、濱口竜介監督の『ドライブ・マイ・カー』（8月20日公開予定）が脚本賞を受賞。同賞で日本作品が受賞したのは史上初[27]。

## 周年
- 11月20日 - 日活ロマンポルノ誕生から50周年[28]。

## 全世界興行収入ランキング
| 順位 | 題名                                    | 配給                      | 興行収入       |
| ---- | --------------------------------------- | ------------------------- | -------------- |
| 1    | スパイダーマン:ノー・ウェイ・ホーム     | ソニー                    | 19億1200万ドル |
| 2    | 1950 鋼の第7中隊                        | 博納影業                  | 9億0250万ドル  |
| 3    | こんにちは、私のお母さん                | 中国電影他                | 8億2200万ドル  |
| 4    | 007/ノー・タイム・トゥ・ダイ            | MGM/ユニバーサル          | 7億4150万ドル  |
| 5    | ワイルド・スピード/ジェットブレイク     | ユニバーサル              | 7億2620万ドル  |
| 6    | 唐人街探偵 東京MISSION                  | Wanda Media他             | 6億8620万ドル  |
| 7    | ヴェノム:レット・ゼア・ビー・カーネイジ | ソニー                    | 5億0680万ドル  |
| 8    | ゴジラvsコング                          | ワーナー・ブラザース/東宝 | 4億7000万ドル  |
| 9    | シャン・チー/テン・リングスの伝説       | ウォルト・ディズニー      | 4億3200万ドル  |
| 10   | SING/シング: ネクストステージ           | ユニバーサル              | 4億0670万ドル  |

## 各大陸、各国ランキング

### アメリカ合衆国興行収入ランキング
| 順位 | 題名(邦題/原題)                                                             | 配給         | 興行収入      |
| ---- | --------------------------------------------------------------------------- | ------------ | ------------- |
| 1    | スパイダーマン:ノー・ウェイ・ホーム Spider-Man: No Way Home                 | ソニー       | 8億4790万ドル |
| 2    | シャン・チー/テン・リングスの伝説 Shang-Chi and the Legend of the Ten Rings | ディズニー   | 2億2450万ドル |
| 3    | ヴェノム:レット・ゼア・ビー・カーネイジ Venom: Let There Be Carnage         | ソニー       | 2億1260万ドル |
| 4    | ブラック・ウィドウ Black Widow                                              | ディズニー   | 1億8365万ドル |
| 5    | ワイルド・スピード/ジェットブレイク F9                                      | ユニバーサル | 1億7300万ドル |
| 6    | エターナルズ Eternals                                                       | ディズニー   | 1億6460万ドル |
| 7    | SING/シング: ネクストステージ Sing2                                         | ユニバーサル | 1億6290万ドル |
| 8    | 007/ノー・タイム・トゥ・ダイ No Time to Die                                 | MGM          | 1億6080万ドル |
| 9    | クワイエット・プレイス 破られた沈黙 A Quiet Place Part II                   | パラマウント | 1億6000万ドル |
| 10   | ゴーストバスターズ/アフターライフ Ghostbusters: Afterlife                   | ソニー       | 1億2240万ドル |

出典:“Domestic Box Office For 2021”. Box Office Mojo. 2022年1月26日閲覧。

### 日本興行収入ランキング
| 順位 | 題名                                                   | 配給                         | 製作国         | 興行収入  |
| ---- | ------------------------------------------------------ | ---------------------------- | -------------- | --------- |
| 1    | シン・エヴァンゲリオン劇場版                           | 東宝/東映/カラー             | 日本           | 102.8億円 |
| 2    | 名探偵コナン 緋色の弾丸                                | 東宝                         | 日本           | 076.5億円 |
| 3    | 竜とそばかすの姫                                       | 東宝                         | 日本           | 066.0億円 |
| 4    | ARASHI Anniversary Tour 5×20 FILM “Record of Memories” | 松竹                         | 日本           | 050.6億円 |
| 5    | 東京リベンジャーズ                                     | ワーナー ブラザース ジャパン | 日本           | 045.0億円 |
| 6    | るろうに剣心 最終章 The Final                          | ワーナー ブラザース ジャパン | 日本           | 043.5億円 |
| 7    | 新解釈・三國志                                         | 東宝                         | 日本           | 040.3億円 |
| 8    | 花束みたいな恋をした                                   | 東京テアトル/リトルモア      | 日本           | 038.1億円 |
| 8    | マスカレード・ナイト                                   | 東宝                         | 日本           | 038.1億円 |
| 10   | ワイルド・スピード/ジェットブレイク                    | 東宝東和                     | アメリカ合衆国 | 036.7億円 |

出典:2021年興行収入10億円以上番組 (PDF) - 日本映画製作者連盟

## 日本の映画興行
- 入場者数 1億1481万人[29]
- 興行収入 1618億9300万円[29]

| 配給会社 | 本数 | 年間興行収入  | 前年対比 | 備考 |
| -------- | ---- | ------------- | -------- | --- |
| 松竹     | 29   | 150億2890万円 | 125.5%   | 前年比125.5%となり、年間興行収入150億円と歴代でも好調な成績を収めた。『ARASHI Anniversary Tour 5×20 FILM “Record of Memories”』は最終的に興行収入50億を突破し、2021年の洋邦合わせた実写映画1位の作品となったが、劇映画ではなくライブ・フィルムが1位となるのは史上初であった。同様に劇映画でない無観客公演の舞台を収録した『滝沢歌舞伎 ZERO 2020 The Movie』が興収21億円を突破した。アニメ映画『機動戦士ガンダム 閃光のハサウェイ』や岡田准一主演のアクション映画『ザ・ファブル 殺さない殺し屋』もヒットとなった。松竹100周年記念作品『キネマの神様』は主役交代や公開延期のトラブルが続いたこと、そしてコロナ禍により高齢観客層の客足が減ったこともあり、興収10億を突破できない残念な結果に終わった。 |
| 東宝     | 28   | 666億4726万円 | 92.7%    | 昨年と同じく前年比9割を維持した。前年公開の『劇場版「鬼滅の刃」無限列車編』は2021年だけで60億円台の興収を上げている。アニメ映画が強く、東映と初の共同配給となった『シン・エヴァンゲリオン劇場版』が興収100億を突破し年間トップとなった。1年公開が延期された『名探偵コナン 緋色の弾丸』は76億円と前作を下回る結果となった。細田守監督『竜とそばかすの姫』は66億円と前作『未来のミライ』(2018)の28億円からV字回復を成し遂げた。 |
| 東映     | 20   | 85億6941万円  | 180.2%   | 共同配給の東宝に計上され含まれていないが、『シン・エヴァンゲリオン劇場版』の100億突破に貢献した。前年比こそ高いが、『シン・エヴァンゲリオン劇場版』を除けば10億円突破作品はわずか2本に留まり、厳しい状態が続いた。年配層向けのコメディ映画『老後の資金がありません!』が12億4000万円、吉永小百合主演『いのちの停車場』が11億2000万円となった。シリーズものでは『孤狼の血 LEVEL2』は8億4000万円と前作超えを記録したものの、『樹海村』は6億8000万円と前作の半分以下となった。 |
| KADOKAWA | 20   | 21億9381万円  | 106.5%   | 島本理生原作の『ファーストラヴ』が興収6億円強のヒットとなったほか、スターサンズと協業した作品が多く、『ヤクザと家族 The Family』、『空白』、『パンケーキを毒見する』といった作品が内容と興行の両面で話題を呼んだ。 |

出典:「2021年映画業界総決算」『キネマ旬報』2022年（令和4年）3月下旬特別号、キネマ旬報社、2022年、24 - 47頁。

## 死去
| 日付 | 日付                           | 名前                               | 出身国             | 年齢                                                                                                  | 職業 |
| 1月  | 1日                            | 福本清三                           | 日本の旗           | 77 | 俳優 |
| 1月  | 4日                            | タニア・ロバーツ                   | アメリカ合衆国の旗 | 65 | 女優 |
| 1月  | 4日                            | ゆうき哲也                         | 日本の旗           | 79 | お笑いタレント、俳優、映画プロデューサー |
| 1月  | 6日                            | 岡村喬生                           | 日本の旗           | 89 | オペラ歌手、俳優 |
| 1月  | 7日                            | マイケル・アプテッド               | イギリスの旗       | 79 | 映画監督 |
| 1月  | 10日                           | ジュリー・ストレイン               | アメリカ合衆国の旗 | 57 | 女優 |
| 1月  | 12日                           | 半藤一利                           | 日本の旗           | 90 | 作家、映画『日本のいちばん長い日』原作者 |
| 1月  | 12日                           | 大路三千緒                         | 日本の旗           | 100                                                                                                   | 女優、舞台俳優、宝塚歌劇団花組元組長 |
| 1月  | 18日                           | フアン・カルロス・タビオ           | キューバの旗       | 77 | 映画監督 |
| 1月  | 18日                           | ジャン＝ピエール・バクリ           | フランスの旗       | 69 | 俳優、脚本家 |
| 1月  | 18日                           | 大城美佐子                         | 日本の旗           | 84 | 沖縄民謡歌手、女優 |
| 1月  | 21日                           | ナタリー・ドロン                   | フランスの旗       | 79 | 女優 |
| 1月  | 23日                           | 坂本スミ子                         | 日本の旗           | 84 | 歌手、女優、『楢山節考』（1983年、監督：今村昌平）に主演 |
| 1月  | 23日                           | ハル・ホルブルック                 | アメリカ合衆国の旗 | 95 | 俳優 |
| 1月  | 24日                           | ブルース・カービー                 | アメリカ合衆国の旗 | 95 | 俳優 |
| 1月  | 27日                           | クロリス・リーチマン               | アメリカ合衆国の旗 | 94 | 女優 |
| 1月  | 28日                           | シシリー・タイソン                 | アメリカ合衆国の旗 | 96 | 女優 |
| 1月  | 30日                           | 本田誠人                           | 日本の旗           | 47 | 俳優 |
| 2月  | 1日                            | ダスティン・ダイアモンド           | アメリカ合衆国の旗 | 44 | 歌手、俳優 |
| 2月  | 5日                            | 張昭                               | 中華人民共和国の旗 | 58 | 映画プロデューサー |
| 2月  | 5日                            | クリストファー・プラマー           | カナダの旗         | 91 | 俳優 |
| 2月  | 7日                            | ジュゼッペ・ロトゥンノ             | イタリアの旗       | 97 | 撮影監督 |
| 2月  | 8日                            | 森山周一郎                         | 日本の旗           | 86 | 声優、俳優 |
| 2月  | 10日                           | 小峰隆司                           | 日本の旗           | 87 | 俳優 |
| 2月  | 13日                           | 成沢昌茂                           | 日本の旗           | 96 | 映画監督、脚本家 |
| 2月  | 14日                           | 村山新治                           | 日本の旗           | 98 | 映画監督 |
| 2月  | 17日                           | 瑳川哲朗                           | 日本の旗           | 84 | 俳優、声優 |
| 2月  | 21日                           | 平井英子                           | 日本の旗           | 104                                                                                                   | 童謡歌手、声楽家。1931年制作の歌劇アニメ映画『茶目子の一日』主題歌を歌唱 |
| 2月  | 25日                           | 菅谷政子                           | 日本の旗           | 83 | 声優 |
| 3月  | 11日                           | 山崎剛太郎                         | 日本の旗           | 103                                                                                                   | 詩人、フランス映画字幕翻訳家 |
| 3月  | 15日                           | 大塚康生                           | 日本の旗           | 89 | アニメーター |
| 3月  | 15日                           | ヤフェット・コットー               | アメリカ合衆国の旗 | 81 | 俳優 |
| 3月  | 15日                           | 安西正弘                           | 日本の旗           | 66 | 俳優、声優 |
| 3月  | 16日                           | 芝美奈子                           | 日本の旗           | 50 | アニメーター |
| 3月  | 17日                           | 原正人                             | 日本の旗           | 89 | 映画プロデューサー |
| 3月  | 20日                           | 皇達也                             | 日本の旗           | 79 | プロデューサー。2007年制作『やじきた道中 てれすこ』（松竹）の製作などに携わる |
| 3月  | 23日                           | ジョージ・シーガル                 | アメリカ合衆国の旗 | 96 | 俳優 |
| 3月  | 24日                           | 田中邦衛                           | 日本の旗           | 88 | 俳優 |
| 3月  | 25日                           | ラリー・マクマートリー             | アメリカ合衆国の旗 | 84 | 作家、脚本家 |
| 3月  | 25日                           | ベルトラン・タヴェルニエ           | フランスの旗       | 79 | 映画監督 |
| 3月  | 26日                           | 沢村忠                             | 日本の旗           | 78 | 格闘家、空手家、元キックボクサー。東映映画『ごろつき』（1968年）などに出演経験あり |
| 3月  | 28日                           | リウ・カイチー                     | 香港の旗           | 66 | 俳優 |
| 3月  | 30日                           | 朝比奈順子                         | 日本の旗           | 67 | 女優、元タカラジェンヌ |
| 3月  | 31日                           | 渡辺千明                           | 日本の旗           | 70 | 脚本家 |
| 4月  | 3日                            | 田村正和                           | 日本の旗           | 77 | 俳優 |
| 4月  | 4日                            | 橋田壽賀子                         | 日本の旗           | 95 | 脚本家、『長崎の鐘』（1950年、松竹）に脚本家の一人として参加。 『砂糖菓子が壊れるとき』（1967年、大映）の脚本を担当                                                                     |
| 4月  | 5日                            | ポール・リッター                   | イギリスの旗       | 54 | 俳優 |
| 4月  | 11日                           | 隆大介                             | 日本の旗           | 64 | 俳優 |
| 4月  | 14日                           | 若松武史                           | 日本の旗           | 70 | 俳優、同じく俳優の若松力の実父 |
| 4月  | 15日                           | 清水邦夫                           | 日本の旗           | 84 | 劇作家、演出家、木冬社代表 |
| 4月  | 15日                           | 名川貞郎                           | 日本の旗           | 93 | 俳優 |
| 4月  | 16日                           | 久松文雄                           | 日本の旗           | 77 | 漫画家（『妖星ゴラス』、『モスラ対ゴジラ』等） |
| 4月  | 16日                           | ヘレン・マックロリー               | イギリスの旗       | 52 | 女優、俳優のダミアン・ルイスの実妻 |
| 4月  | 17日                           | 小林治                             | 日本の旗           | 57 | イラストレーター |
| 4月  | 24日                           | 菊池俊輔                           | 日本の旗           | 89 | 作曲家、東映『昭和残侠伝シリーズ』などを手掛ける |
| 4月  | 24日                           | 河野洋一郎                         | 日本の旗           | 60 | 俳優 |
| 4月  | 30日                           | 立花隆                             | 日本の旗           | 80 | ジャーナリスト、ノンフィクション作家。『耳をすませば』（1995年、東宝）のヒロインの父親役                                                                                                |
| 5月  | 1日                            | オリンピア・デュカキス             | アメリカ合衆国の旗 | 89 | 俳優 |
| 5月  | 1日                            | 江原達怡                           | 日本の旗           | 84 | 俳優、実業家 |
| 5月  | 3日                            | 三ツ井康                           | 日本の旗           | 84 | 実業家（元フジテレビ副社長、共同テレビ元社長） プロデューサーとしてホイチョイ・プロダクションズ製作映画『波の数だけ抱きしめて』（1990年）等に関わる                                     |
| 5月  | 6日                            | 三浦建太郎                         | 日本の旗           | 54 | 漫画家、「ベルセルク」作者 |
| 5月  | 10日                           | 数原晋                             | 日本の旗           | 74 | トランペット奏者。アニメ映画『天空の城ラピュタ』や『となりのトトロ』、 日本テレビ系『金曜ロードショー』オープニングテーマ「フライデー・ナイト・ファンタジー」の演奏を担当               |
| 5月  | 10日                           | ノーマン・ロイド                   | アメリカ合衆国の旗 | 106                                                                                                   | 俳優 |
| 5月  | 16日                           | 澤田隆治                           | 日本の旗           | 88 | プロデューサー、実業家（元朝日放送プロデューサー、東阪企画元社長） プロデューサーとして製作に関わったテレビ番組の映画版『スチャラカ社員』（1966年、松竹）の脚本を手掛ける               |
| 5月  | 18日                           | チャールズ・グローディン           | アメリカ合衆国の旗 | 86 | 俳優 |
| 5月  | 18日                           | 若山弦蔵                           | 日本の旗           | 88 | 声優、ラジオパーソナリティー。『007シリーズ』のショーン・コネリーの吹き替えなどを担当。                                                                                                 |
| 5月  | 24日                           | サミュエル・E・ライト              | アメリカ合衆国の旗 | 74 | 俳優、声優 |
| 5月  | 24日                           | 辻イト子                           | 日本の旗           | 73 | 女優、漫才師 |
| 5月  | 26日                           | ポール・ソールズ                   | カナダの旗         | 90 | 俳優 |
| 5月  | 26日                           | 船戸順                             | 日本の旗           | 82 | 俳優、女優・日本舞踏家の岩井友見の実夫 |
| 5月  | 29日                           | B・J・トーマス                     | アメリカ合衆国の旗 | 78 | 歌手。『明日に向って撃て!』主題歌などを歌唱 |
| 5月  | 30日                           | 小林亜星                           | 日本の旗           | 88 | 作曲家、俳優 |
| 6月  | 4日                            | 高橋一郎                           | 日本の旗           | 67 | ドキュメンタリー映画監督 |
| 6月  | 13日                           | ネッド・ビーティ                   | アメリカ合衆国の旗 | 83 | 俳優 |
| 6月  | 22日                           | 李麗仙                             | 日本の旗           | 79 | 女優、劇作家の唐十郎の元妻、俳優の大鶴義丹の実母 |
| 6月  | 28日                           | 鈴木常承                           | 日本の旗           | 87 | 元東映専務取締役 |
| 7月  | 1日                            | フィルセ・サンプラー               | アメリカ合衆国の旗 | 67 | 声優、俳優 |
| 7月  | 1日                            | ルイ・アンドリーセン               | オランダの旗       | 82 | 作曲家、フィルムオペラ「La Commedia」などの音楽を手掛ける |
| 7月  | 5日                            | リチャード・ドナー                 | アメリカ合衆国の旗 | 91 | 映画監督 |
| 7月  | 5日                            | ウラジーミル・メニショフ           | ロシアの旗         | 81 | 映画監督 |
| 7月  | 6日                            | 前田米造                           | 日本の旗           | 85 | 映画撮影監督 |
| 7月  | 7日                            | ロバート・ダウニー・シニア         | アメリカ合衆国の旗 | 85 | 俳優・映画監督 |
| 7月  | 11日                           | 亀石征一郎                         | 日本の旗           | 82 | 俳優 |
| 7月  | 20日                           | フランソワーズ・アルヌール         | フランスの旗       | 90 | 女優 |
| 7月  | 22日                           | 那須正幹                           | 日本の旗           | 79 | 児童文学者、自身の作品を映画化した『ズッコケ三人組 怪盗X物語』（1998年、東映）原作者 |
| 7月  | 22日                           | 渡辺善太郎                         | 日本の旗           | 57 | ミュージシャン、音楽プロデューサー、『Laundry』（2001年、ROBOT）音楽担当 |
| 8月  | 1日                            | 須田正己                           | 日本の旗           | 77 | アニメーター |
| 8月  | 2日                            | 本郷直樹                           | 日本の旗           | 71 | 歌手、俳優 |
| 8月  | 6日                            | トレヴァー・ムーア                 | アメリカ合衆国の旗 | 81 | 映画監督、俳優 |
| 8月  | 9日                            | アレックス・コード                 | アメリカ合衆国の旗 | 88 | 俳優 |
| 8月  | 9日                            | パット・ヒッチコック               | アメリカ合衆国の旗 | 93 | 元女優、映画監督のアルフレッド・ヒッチコック（1980年没）の実娘 |
| 8月  | 12日                           | ユーナ・スタッブス                 | イギリスの旗       | 84 | 俳優 |
| 8月  | 12日                           | 小平裕                             | 日本の旗           | 82 | 映画監督 |
| 8月  | 14日                           | ジェリー藤尾                       | 日本の旗           | 81 | 歌手、俳優 |
| 8月  | 14日                           | メリー喜多川                       | 日本の旗           | 93 | ジャニーズ事務所名誉会長 『青春大統領』（1966年、日活）の企画に関わる |
| 8月  | 15日                           | 山内静夫                           | 日本の旗           | 96 | 映画プロデューサー |
| 8月  | 17日                           | 三代目笑福亭仁鶴                   | 日本の旗           | 84 | 落語家、タレント、司会者 『ヤングおー!おー! 日本のジョウシキでーす』（1973年、吉本興業・東映）など出演経験あり                                                                          |
| 8月  | 17日                           | 高橋三千綱                         | 日本の旗           | 73 | 元東京スポーツ新聞社記者、小説家 『九月の空』（1978年、松竹）の原作及び『真夜中のボクサー』（1983年、東宝）の原作・脚本・監督を務める                                                   |
| 8月  | 18日                           | 辻萬長                             | 日本の旗           | 77 | 俳優 |
| 8月  | 19日                           | 千葉真一                           | 日本の旗           | 82 | 俳優、スタントマン、空手家 |
| 8月  | 21日                           | 二瓶正也                           | 日本の旗           | 80 | 俳優 |
| 8月  | 23日                           | 水本完                             | 日本の旗           | 89 | 音響監督、ザック・プロモーション創業者 |
| 8月  | 26日                           | ソムポート・セーンドゥアンチャーイ | タイ王国の旗       | 80 | 映画監督 |
| 8月  | 27日                           | 岡田博                             | 日本の旗           | 72 | 映画プロデューサー、ワイズ出版社長 |
| 9月  |                                |                                    |                    | | |
| 1日  | 折田育造                       | 日本の旗                           | 79                 | 元ポリドール代表取締役社長、2000年のアニメ『名探偵コナン 瞳の中の暗殺者』のゼネラルプロデューサー     | |
| 2日  | ミキス・テオドラキス           | ギリシャの旗                       | 96                 | 作曲家、『その男ゾルバ』（1964年）、『セルピコ』（1973年）などの音楽を手掛ける                        | |
| 3日  | 澤井信一郎                     | 日本の旗                           | 83                 | 映画監督                                                                                              | |
| 6日  | ジャン＝ポール・ベルモンド     | フランスの旗                       | 88                 | 俳優                                                                                                  | |
| 6日  | マイケル・ケネス・ウィリアムズ | アメリカ合衆国の旗                 | 54                 | 俳優                                                                                                  | |
| 7日  | 山本暎一                       | 日本の旗                           | 88                 | アニメーション監督、脚本家                                                                            | |
| 8日  | アート・メトラーノ             | アメリカ合衆国の旗                 | 84                 | コメディアン、俳優                                                                                    | |
| 14日 | ノーム・マクドナルド           | カナダの旗                         | 61                 | コメディアン、俳優、声優                                                                              | |
| 14日 | 小倉めぐみ                     | 日本の旗                           | 61                 | 作詞家                                                                                                | |
| 16日 | ジェーン・パウエル             | アメリカ合衆国の旗                 | 92                 | 女優                                                                                                  | |
| 18日 | 正司敏江                       | 日本の旗                           | 80                 | 漫才師、東宝映画『座頭市御用旅』（1972年）に出演した経歴あり                                          | |
| 21日 | ウィリー・ガーソン             | アメリカ合衆国の旗                 | 57                 | 俳優                                                                                                  | |
| 21日 | メルヴィン・ヴァン・ピーブルズ | アメリカ合衆国の旗                 | 89                 | 映画監督、脚本家                                                                                      | |
| 21日 | 白鳥みづえ                     | 日本の旗                           | 77                 | 女優、歌手                                                                                            | |
| 22日 | 風間ルミ                       | 日本の旗                           | 55                 | タレント、元女子プロレスラー、『フィギュアなあなた』（2013年、角川映画）に出演                        | |
| 22日 | ロジャー・ミッシェル           | [ 注 6 ]                           | 65                 | 映画監督                                                                                              | |
| 22日 | 小霜和也                       | 日本の旗                           | 58                 | コピーライター、クリエイティブ・ディレクター。映画脚本を手掛けた経歴あり                              | |
| 30日 | ラヴィル・イシヤノフ           | ソビエト連邦の旗                   | 58                 | 俳優                                                                                                  | |
| 30日 | すぎやまこういち               | 日本の旗                           | 90                 | 作曲家、1968年の東京映画制作『ザ・タイガース 華やかなる招待』などで劇伴音楽を担当                     | |
| 10月 |                                |                                    |                    | | |
| 6日  | アルヴィンド・トリヴェディ     | インドの旗                         | 82                 | 俳優                                                                                                  | |
| 7日  | 十代目柳家小三治               | 日本の旗                           | 81                 | 落語家、元落語協会会長、1999年のスタジオジブリアニメ『ホーホケキョ となりの山田くん』で俳句朗読を担当 | |
| 8日  | 白土三平                       | 日本の旗                           | 81                 | 漫画家、東映映画『少年忍者 風のフジ丸 謎のアラビヤ人形』などの原作者                                  | |
| 13日 | 山本文緒                       | 日本の旗                           | 58                 | 小説家、2002年に自作の『群青の夜の羽毛布』が映画化                                                    | |
| 17日 | 飯島敏宏                       | 日本の旗                           | 89                 | ドラマプロデューサー・演出家、映画監督、脚本家                                                        | |
| 18日 | 松田秀知                       | 日本の旗                           | 71                 | テレビドラマ演出家、2010年の『交渉人 THE MOVIE タイムリミット高度10,000mの頭脳戦』で監督を務める      | |
| 19日 | ジャック・エンジェル           | アメリカ合衆国の旗                 | 90                 | 声優                                                                                                  | |
| 28日 | 高岩淡                         | 日本の旗                           | 91                 | 映画製作者、元東映代表取締役社長、元日本アカデミー賞協会会長                                          | |
| 29日 | 太田淑子                       | 日本の旗                           | 89                 | 声優、女優。声優の阪脩の実妻                                                                          | |
| 11月 | 5日                            | よしもときんじ                     | 日本の旗           | 55 | アニメーション監督 |
| 11月 | 13日                           | ワダ・エミ                         | 日本の旗           | 84 | 衣装デザイナー。『乱』（1985年、黒澤明監督）や『利休』（1989年、勅使河原宏監督）などの衣装デザインを手掛ける 元NHKディレクターで演出家の和田勉（2011年没）の実妻                        |
| 11月 | 15日                           | 飯田則子                           | 日本の旗           | 77 | 音楽プロデューサー |
| 11月 | 20日                           | 関根信昭                           | 日本の旗           | 87 | 声優 |
| 11月 | 22日                           | 喜多條忠                           | 日本の旗           | 74 | 作詞家、小説家。1970年代に一世を風靡した東宝「四畳半三部作」『神田川』『妹』『赤ちょうちん』の主題歌、 及び1980年の東宝映画特撮映画『地震列島』の主題歌の作詞を担当                     |
| 11月 | 22日                           | 笹本稜平                           | 日本の旗           | 70 | 小説家。東宝映画『春を背負って』原作者 |
| 11月 | 23日                           | 穂高稔                             | 日本の旗           | 94 | 俳優 |
| 11月 | 26日                           | 平原まこと                         | 日本の旗           | 69 | サクソフォーン奏者。2011年のアニメ映画『コクリコ坂から』の劇中音楽に参加 |
| 11月 | 28日                           | 二世中村吉右衛門                   | 日本の旗           | 77 | 歌舞伎役者。2011年に人間国宝に選定される |
| 11月 | 30日                           | 三代目三遊亭圓丈                   | 日本の旗           | 76 | 落語家。1983年公開の東宝映画『だいじょうぶマイ・フレンド』に出演した経歴あり |
| 12月 | 3日                            | 新井満                             | 日本の旗           | 75 | ソングライター、小説家、映像プロデューサー。映画『千の風になって』テーマ曲の訳詞・作曲者                                                                                                |
| 12月 | 3日                            | 八奈見乗児                         | 日本の旗           | 90 | 声優 |
| 12月 | 4日                            | マーサ・デ・ラウレンティス         | アメリカ合衆国の旗 | 69 | 映画プロデューサー |
| 12月 | 5日                            | 牧口雄二                           | 日本の旗           | 85 | 映画監督、映画・ドラマプロデューサー |
| 12月 | 6日                            | 中尾幸男                           | 日本の旗           | 75 | 元C.A.L代表取締役社長。『星めぐりの町』（2018年）のプロデューサー |
| 12月 | 11日                           | アン・ライス                       | アメリカ合衆国の旗 | 80 | 小説家。『インタビュー・ウィズ・ヴァンパイア』（1994年）の原作となった『夜明けのヴァンパイア』著者、 詩人・画家のスタン・ライス（2002年没）の実妻、小説家のクリストファー・ライスの実母 |
| 12月 | 18日                           | 神田沙也加                         | 日本の旗           | 35 | 歌手・女優・声優。俳優の神田正輝・歌手の松田聖子の実娘。旧名義「SAYAKA」 |
| 12月 | 23日                           | ジョーン・ディディオン             | アメリカ合衆国の旗 | 87 | 作家、映画脚本家 |
| 12月 | 27日                           | ジャン＝マルク・ヴァレ             | カナダの旗         | 58 | 映画監督 |
| 12月 | 30日                           | 昭和こいる                         | 日本の旗           | 77 | 漫才師。2004年公開の映画『トーリ』（IMAGICAエンタテインメント）に出演した経歴あり |
| 12月 | 31日                           | 川田孝子                           | 日本の旗           | 85 | 童謡歌手。女優として東宝映画『おトラさん』（1957年）、『おトラさん大繁盛』（1958年）に出演                                                                                              |
| 12月 | 31日                           | ストロング金剛                     | 日本の旗           | 81 | プロレスラー・ストロング小林として活躍。 レスラー引退後に俳優として「ストロング金剛」名義で『伊賀忍法帖』（1982年、東映）などに出演した経歴あり                                         |